# Thomas R. Graham
Thomas R. Graham (* 23. November 1942 in den Vereinigten Staaten) ist ein US-amerikanischer Jurist. Er war Mitglied des WTO Appellate Body.

## Leben
Graham, geboren 1942 in den Vereinigten Staaten, hat einen Bachelor of Arts in Politikwissenschaft der Indiana University und einen Juris Doctor der Harvard Law School. Er ist Mitglied der Bar, dem angloamerikanischen Pendant einer Rechtsanwaltskammer im District of Columbia.
Zwischen seinem Studium und seiner Zeit am Appellate Body ergriff Graham zahlreiche Arbeiten. So arbeitete er als Angestellter des Handelsbeauftragten der Vereinigten Staaten, wo er an der Verhandlung des Technical Barriers to Trade Agreement teilnahm und die Vereinigten Staaten in Streitbeilegungen unter dem Allgemeinen Zoll- und Handelsabkommen vertrat. Ebenso arbeitete er dann für drei Jahre in der Rechtsabteilung der UNCTAD in Genf. Auch war er für einige Zeit Mitarbeiter der Ford Motor Company in Caracas. Neben diesen Tätigkeiten arbeitete er auch als Rechtsanwalt und war unter anderem der Leiter der Abteilung für internationale Handelspraxis in den Anwaltskanzleien King & Spalding und Skadden, Arps, Slate, Meagher & Flom.
Am 18. November 2011 wurde er Mitglied des höchsten Gerichtes im internationalen Handel, des Appellate Body der Welthandelsorganisation. Er wurde 2015 für eine zweite Amtszeit gewählt, die bis 2019 ging. In den Jahren 2016 und 2019 war er Vorsitzender des Gremiums. Seine Amtszeit endete am 10. Dezember 2019. Er durfte jedoch noch bis März 2020 an einem bereits begonnenen Fall arbeiten. Mit seinem Ausscheiden und dem von Ujal Singh Bhatia war nur noch Zhao Hong im Amt und das Gericht, was mindestens drei Mitglieder haben muss zum Bearbeiten eines Falles, wurde handlungsunfähig. Bei seiner Abschiedsrede sagte er, dass er zu großen Teilen die Kritik der Vereinigten Staaten am Gericht teilen würde. Er rief die Mitglieder der WTO dazu auf an einer Reform zu arbeiten und so ein neues Gericht zu schaffen. Diese Rede Grahams wurde kritisch aufgenommen. So waren einige der Kritikpunkte, die er vorgebracht hatte, noch Punkte, die er in einer Rede 2013 als notwendig für die Arbeit eines Richters am Appellate Body angesehen hätte. Auch beschrieb er 2013 das System als das erfolgreichste Streitbeilegungssystem der Welt, während er 2020 das System in seinen Grundsätzen kritisierte. Seine Vorschläge, wie unter anderem die Abkehr von den bisherigen Interpretationsmethoden nach dem Wiener Übereinkommen, eine Beschränkung der Kontrolle auf grobe Fehler durch ein Panel und eine Abkehr von der Aufgabe des Gerichtes ein einheitliches, beständiges Rechtssystem zu gewährleisten, würden nach Einschätzungen einen wiedererrichteten Appellate Body schwächen.
Er ist nach seinem Ausscheiden Partner in der Rechtsanwaltskanzlei Cassidy Levy Kent geworden.
Graham war der erste Vorsitzende des Komitee für internationales Handelsrecht der American Society of International Law und des Exportkomitee der American Bar Association. Er war Gastprofessor an der University of North Carolina Law School und Adjunct professor an der Georgetown University und dem American University Washington College of  Law. Auch ist er Gastforscher der Brookings Institution und Senior Associate des Carnegie Endowment for  International Peace.

### Privates
Er war nach eigener Angabe befreundet mit John D. Greenwald.